# 닉 그리핀

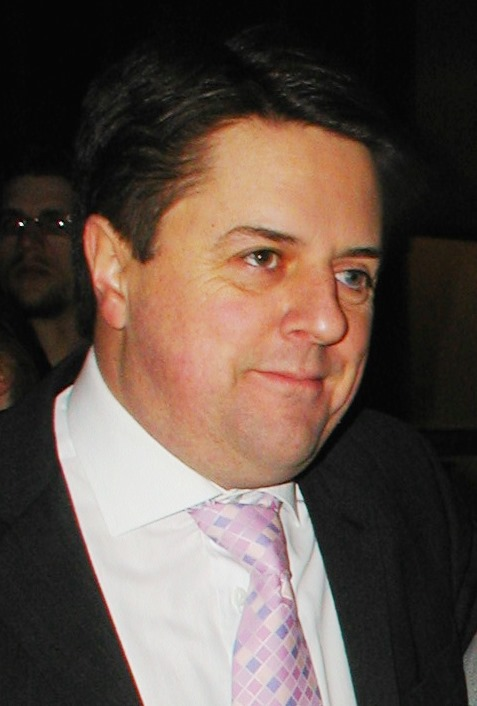
닉 그리핀

니콜라스 존 "닉" 그리핀 (Nicholas John "Nick" Griffin, 1959년 3월 1일 ~) 은 영국의 정치인이다. 1999년부터 2014년까지 보수주의, 민족주의 정당인 브리튼 국민당(British National Party, BNP)의 당수로 있었으나 2014년 당에서 퇴출되었다. 2009년부터 2014년까지 노스 웨스트 잉글랜드 지역구의 유럽 의회 의원이었다. 2018년부터 범유럽 정당인 평화와 자유를 위한 동맹의 부당수로 있다.